# Визг (Marvel Comics)
Визг (англ. Shriek), настоящее имя — Фрэ́нсис Лу́ис Бэ́ррисон (англ. Frances Louise Barrison) — суперзлодейка комиксов издательства Marvel Comics, наиболее известная как враг Человека-паука и Эдди Брока / Венома, а также возлюбленная Клетуса Кэседи.
На протяжении многих лет с момента первого появления в комиксах Визг появлялась в других медиа-продуктах, в том числе мультсериалах, кино и видеоиграх. В фильме «Веном 2» (2021), который входит в медиафраншизу «Вселенная Человека-паука от Sony», её сыграла Наоми Харрис.

## История публикаций
Визг была создана сценаристом Томом ДеФалко и художником Роном Лимом, дебютировав в Spider-Man Unlimited #1 (Май 1993).

## Силы и способности
Подвергнувшись воздействию Измерения Плаща, Визг приобрела способность манипулировать звуком. Она может использовать его в качестве разрушительной ударной силы или же с целью дезориентировать и выбить из равновесия своих врагов. Воздействие гиперзвука Визг вызывает страх, ненависть или отчаяние у услышавших его жертв. Ко всему прочему, Визг в состоянии левитировать.
Она способна ощущать самую тёмную сторону психики человека и управлять его поведением. Использование способностей сопровождается свечением левого глаза.

## Альтернативные версии

### Marvel Zombies
Во время событий Secret Wars, в мире, где герои и злодеи оказались подвержены зомбирующему вирусу, зомби Визг работал с зомби Мистик и была среди зомби, на которых напал Улисс Бладстоун после уничтожения Дэдпула. Впоследствии была убита вместе с остальной ордой зомби.

### Spider-Man: Heroes & Villains
Визг фигурирует в Spider-Man: Heroes & Villains Collection.

## Вне комиксов

### Телевидение
Визг кратко фигурирует в мультсериале «Великий Человек-паук» (2012), где её озвучила Эшли Экштейн. Она терпит поражение от руки Человека-паука, будучи не в состоянии присоединиться к Зловещей шестёрке, возглавляемой Доктором Осьминогом, и заражается симбиотом Карнажа, после чего её нейтрализует симбиот Анти-Веном.

### Кино

Наоми Харрис в роли Фрэнсис Бэррисон / Визг в фильме «Веном 2» (2021).

В фильме «Веном 2», действие которого разворачивается в рамках медиафраншизы «Вселенная Человека-паука от Sony», роль Фрэнсис Бэррисон исполнила Наоми Харрис. Роль юной Бэррисон сыграла Олумиде Олорунфеми.

### Видеоигры
- Визг является одним из боссов игры Spider-Man and Venom: Maximum Carnage (1994)[4].
- В версиях игры Spider-Man 3 для Wii, PlayStation 2 и PlayStation Portable озвученная Кортни Тейлор Визг предстаёт одним из боссов[9]. Данная версия черпает свои силы от симбиота, а также является женой Майкла Морбиуса, которого она непроизвольно превратила в вампира. Морбиус, Визг и их банда, Племя Пустоши, пытаются контролировать жителей Нью-Йорка с помощью волшебного обелиска, однако Человек-паук разрушает обелиск и ослабляет убегающего Визга. Позже Человек-паук выслеживает её и приводит к ней Морбиуса, чтобы та вылечила его. Тем не менее, вместо этого Визг промывает мозги Морбиусу и заставляет его атаковать Человека-паука. После поражения Морбиуса, Визг сражается с Человеком-пауком, но герой побеждает её, используя свой чёрный костюм. Побеждённая Визг излечивает Морбиуса от его вампиризма, однако из-за упадка сил впадает в кому. Человек-паук оставляет Визг без сознания на попечение Морбиуса и Курта Коннорса.

## Критика
Comic Book Resources поместил Визг на 6-е место среди «10 самых жестоких врагов Человека-паука».